# Josefův Důl (nádraží)
Josefův Důl je železniční stanice na okraji centra stejnojmenného města. Jedná se o koncový bod trati Smržovka – Josefův Důl.

## Historie
Stanice byla uvedena do provozu dne 15. října 1894. V ten den totiž společnost Liberecko-jablonecko-tanvaldská dráha otevřela příslušnou trať.

## Popis
Ve stanici se nachází neobsazená přízemní nádražní budova, jedna dopravní kolej, dvě manipulační koleje a kusá kolej vedoucí k nákladišti. Na konci stanice se koleje sbíhají do jedné a tato je ukončena bývalou výtopnou (dnes již chátrající). U druhé koleje od staniční budovy je umístěno betonové nástupiště o délce 42 m.
Od roku 2015 je dopravna dálkově řízena z nádraží Liberec a je zde zaveden informační systém INISS.

## Galerie

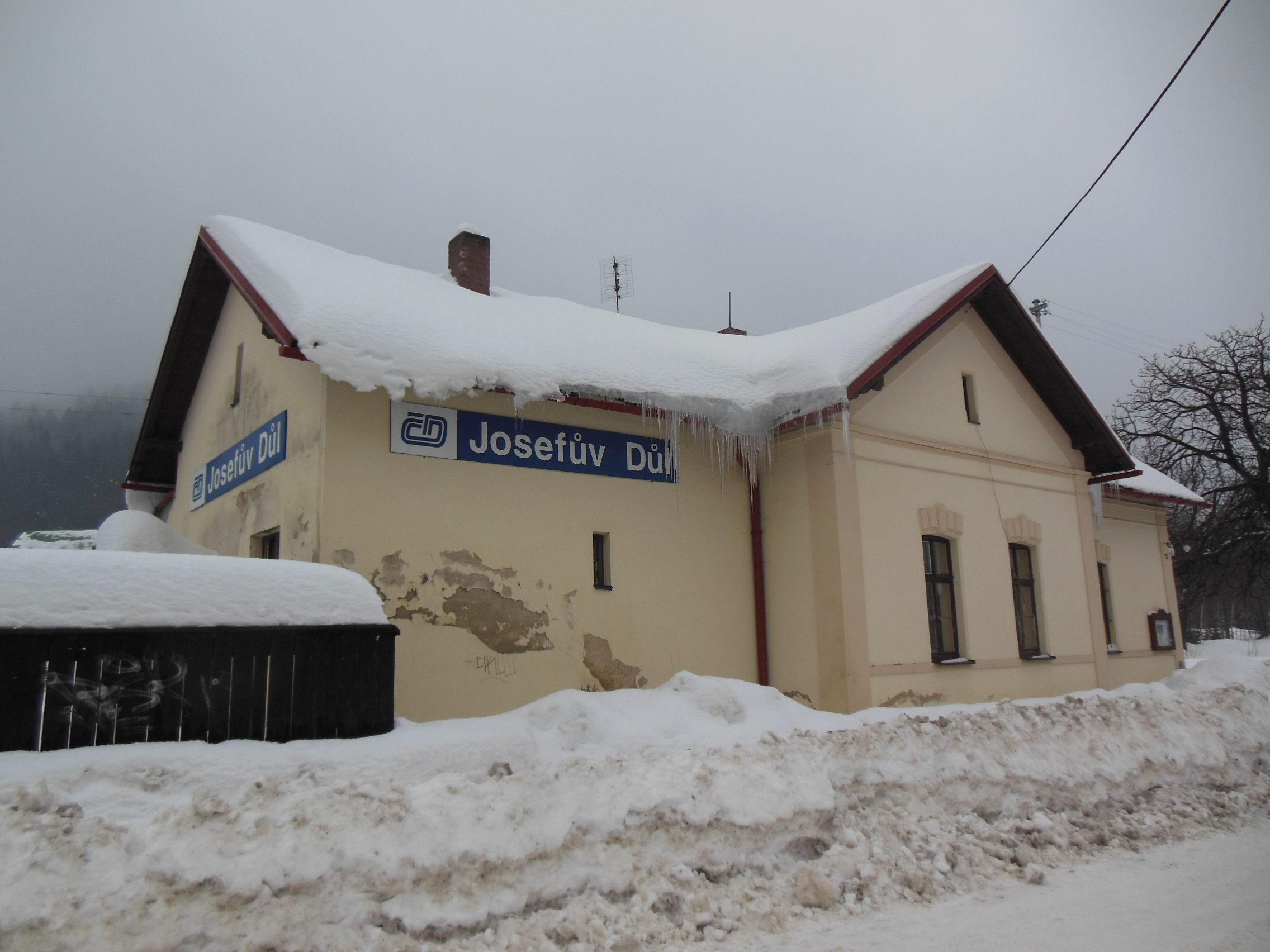
Nádražní budova z uliční strany
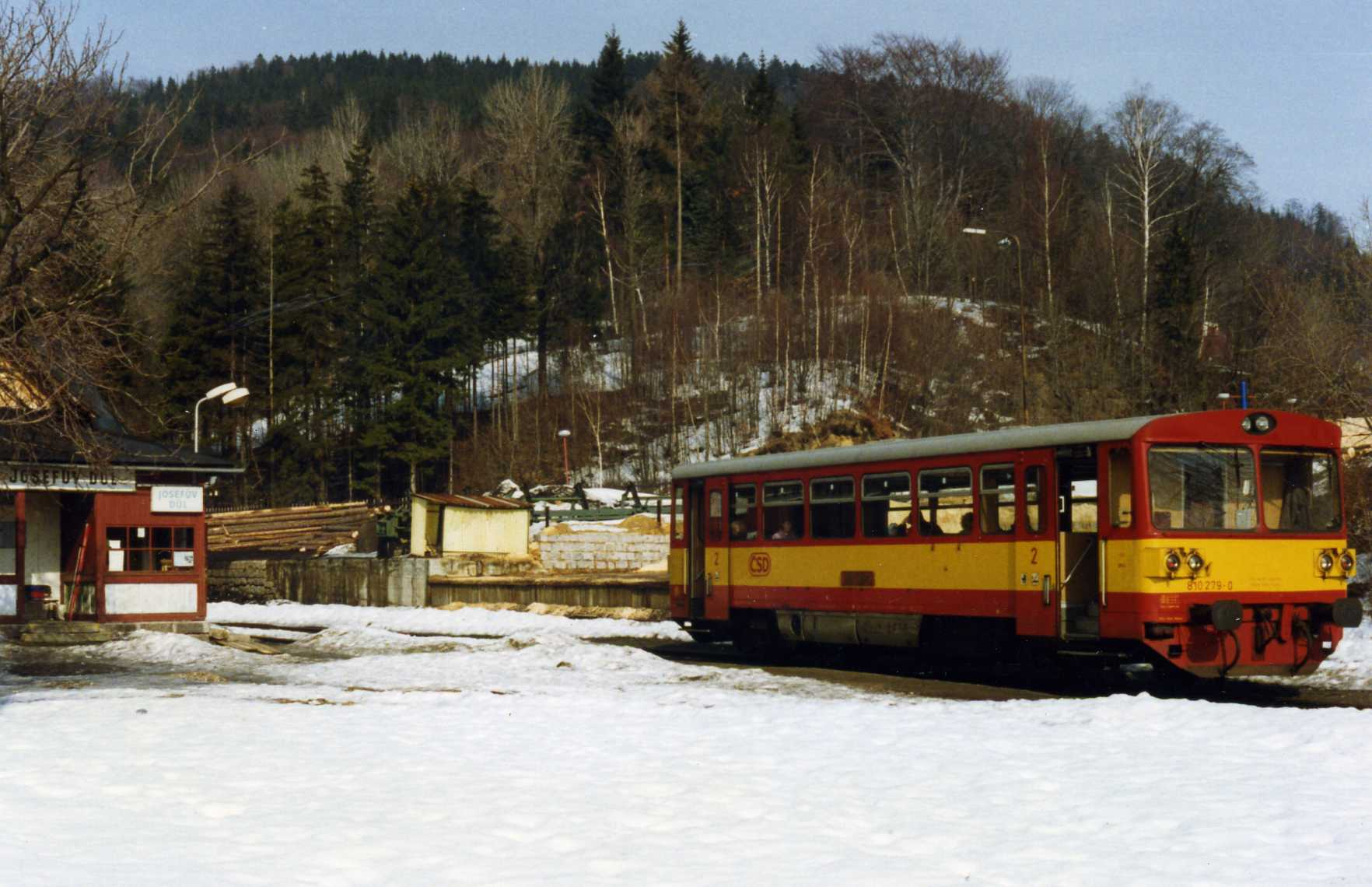
Motorový vůz 810 ve stanici v roce 1994
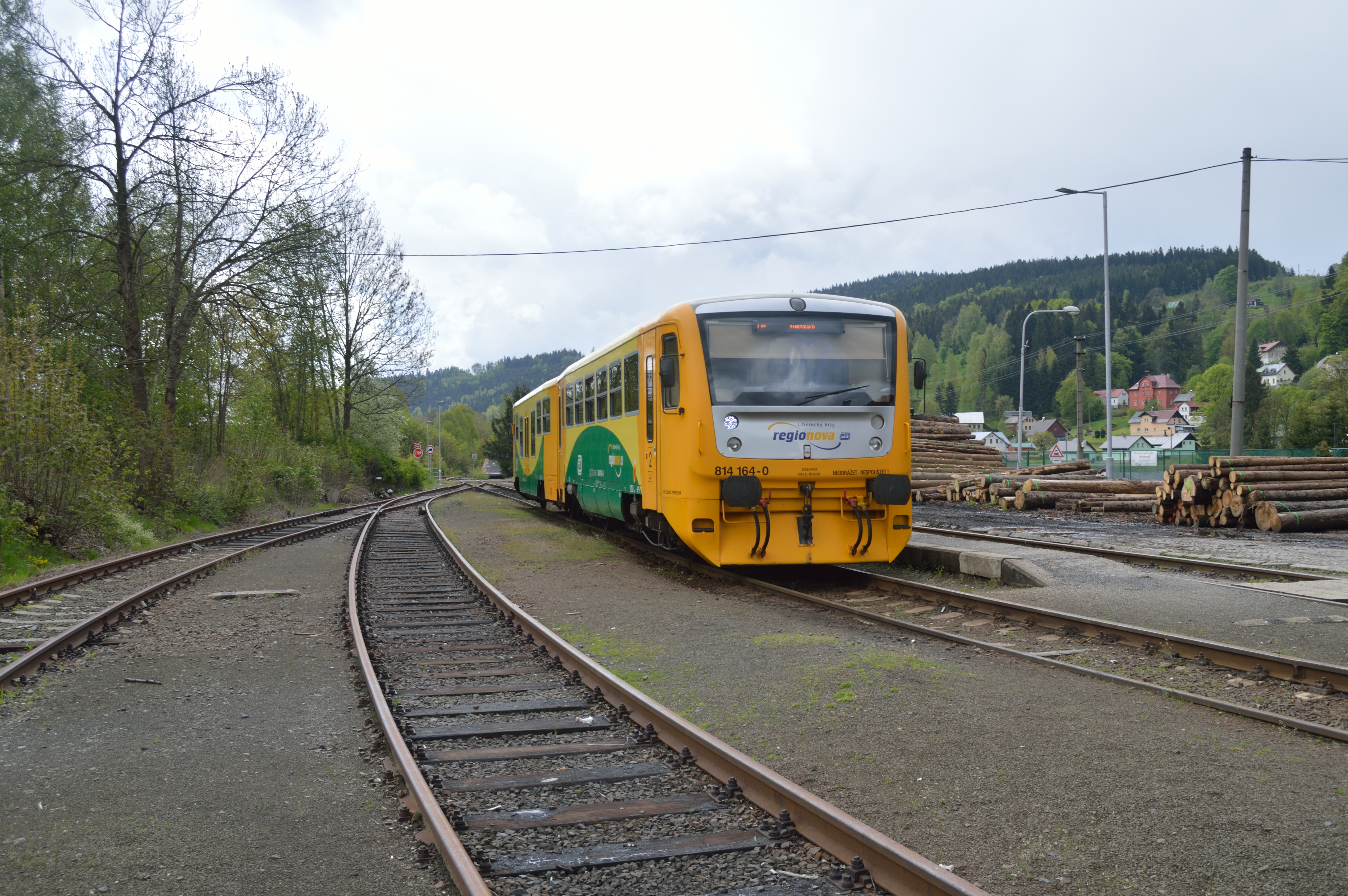
Motorová jednotka 814 ve stanici v roce 2014
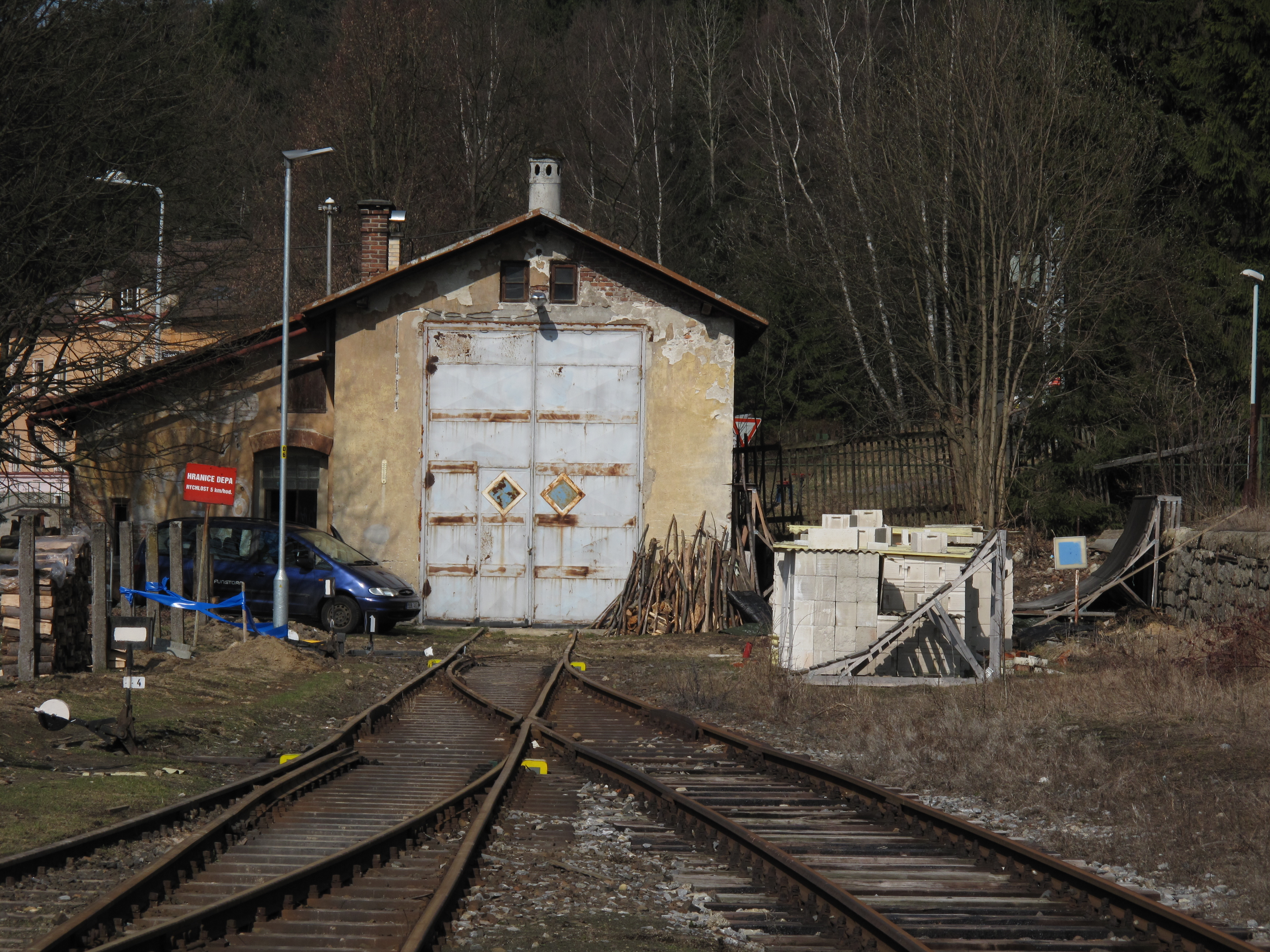
Bývalá výtopna
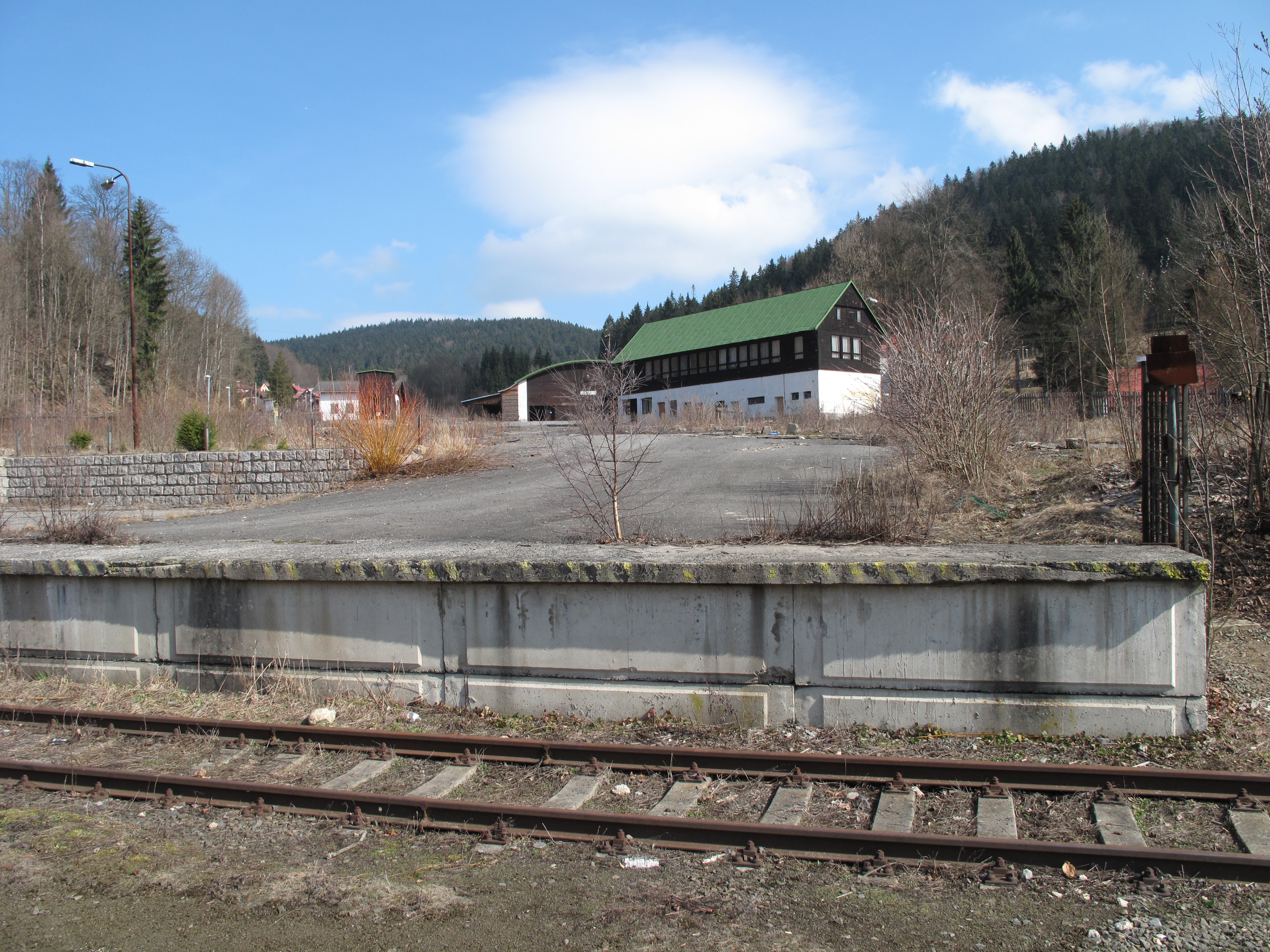
Nákladiště